# Робинсон, Шейн (бейсболист)
Шейн Майкл Робинсон (англ. Shane Michael Robinson; 30 октября 1986, Тампа, Флорида) — американский бейсболист, играл на позиции аутфилдера. Выступал в Главной лиге бейсбола с 2009 по 2018 год.

## Карьера
Задрафтован «Кардиналс» в пятом раунде драфта 2006 года. В 2007 года играл в «Палм-Бич», команде уровня А+ системы «Кардиналс», в следующем, 2008 году играл в «Спрингфилд Кардиналс», а затем в «Мемфис Редбердс», командах уровня АА и ААА, соответственно.
7 мая 2009 года вызван в МЛБ вместо получившего травму Рика Анкиеля. В этот же день вышел пинч-хиттером в матче против «Пайрэтс», однако реализовать выход на биту не смог. 10 мая в поединке против «Редс» Шейн выбил свой первый хит.
Сезон 2010 начал в «Мемфисе», где после проведённых 26 игр получил травму плеча и выбыл до конца сезона.
Начало сезона 2011 потратил на восстановление, играя в командах разного уровня. Снова в МЛБ попал 2 сентября, выйдя пинч-хиттером в поединке с «Редс». Однако в триумфальный Постсезон-2011 его не взяли.
В 2012 году, с приходом нового менеджера Майка Матени, Шейн стал появляться чаще, однако это подразумевало собой ротацию, которую применял наставник, чтобы проверить игроков на разных позициях или просто дать им передохнуть. 8 апреля в поединке против «Милуоки» выбил свой первый в карьере хоум-ран с подачи Кэмерона Лоэ, который стал трёхочковым. Всего в сезоне он выходил на биту 166 раз, в которых выбил 3 хоум-рана и 16 RBI.

## Семья
Женат, супруга Джессика, дочь Тинли.